# Парламентские выборы в Марокко (2011)
Досрочные парламентские выборы были проведены в Марокко 25 ноября 2011 года.
Общественные протесты во время «арабской весны» в феврале 2011 года вынудили короля Мухаммеда VI объявить досрочные выборы и провести конституционные реформы, предоставляющие новые гражданские права. 1 июля 2011 года был проведён референдум, по результатам которого 13 сентября была принята новая конституция.
В нижнюю палату парламента было избрано 395 депутатов: 305 были избраны по партийным спискам в 92 избирательных округах, а 90 депутатов были избраны по национальному списку, при этом две трети мест было зарезервировано для женщин, а оставшаяся треть — для мужчин в возрасте до 40 лет.
В выборах приняли участие 30 партий, 18 из которых прошли в парламент. Подавляющее большинство мест завоевали три политические группы: умеренно-исламистская Партия справедливости и развития (PJD); «Коалиция за демократию» (в которую вошли восемь партий) во главе с действующим министром финансов Марокко Salaheddine Mezouar; и Koutla («Коалиция») — альянс действующего премьер-министра Аббаса Эль-Фасси.

## Результаты

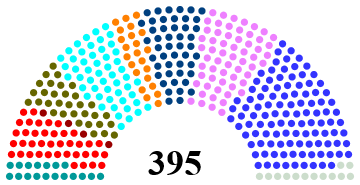
Партия справедливости и развития (107 мест)
Истикляль (60 мест)
National rally of independents (52 места)
Authenticity and Modernity Party (47 мест)
Социалистический союз народных сил (39 мест)
Popular movement (32 места)
Constitutional Union (23 места)
Партия прогресса и социализма (18 мест)
Лейбористская партия (4 места)
Другие партии (13 мест)